# Feliniopsis niveipuncta
Feliniopsis niveipuncta là một loài bướm đêm trong họ Noctuidae.